# Väte kyrka
Väte kyrka är en kyrkobyggnad på Gotland som tillhör Väte församling i Visby stift.

## Kyrkobyggnaden
Väte kyrka är uppförd av sten under 1300-talet och tillhör de större på Gotland. Den består av ett treskeppigt långhus med ett smalare, rakt avslutat kor och sakristia på korets nordsida. Koret med sakristian uppfördes omkring 1300. Långhuset är från 1300-talets mitt och anses härstamma från den anonyme stenmästaren Egypticus eller hans verkstad. En igenmurad tornbåge i västmuren vittnar om ett planerat men aldrig uppfört torn. Den nuvarande takryttaren i väster, en åttkantig spira med klockvåning under skärmtak, är från 1914. I fasaderna återfinns stora delar material från en romansk så kallad ikonisk kyrka: nordportalen, sakristieingångens omfattning, fönsteromfattningar samt ett stort antal reliefstenar (främst djurframställningar). Enligt en uppgift skulle stenen till reliefstenarna vara hämtad från Stora Karlsö där det fortfarande finns rester av medeltida stenbrott.

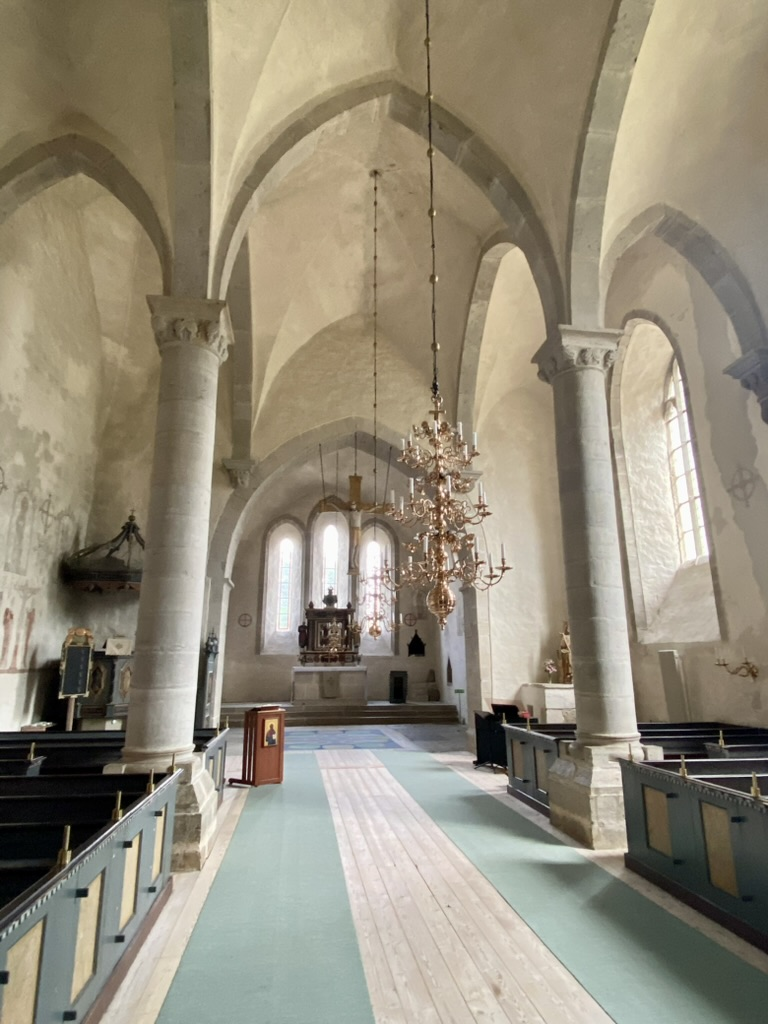
Väte kyrka, interiör mot altaret

Grundmurar från den äldre kyrkan påträffades vid en restaurering 1927 - 1928. Långhusets och korets sydmurar har båda rikt utformade spetsbågiga perspektivportaler med ornerade kapitälband och vimperger. Kyrkan har två spetsbågiga fönsteröppningar i söder samt en trefönstergrupp på östra gaveln. Långhusets nio tältvalv bärs upp av fyra kraftiga kolonner med bladornerade kapitälband. En spetsbågig muröppning sammanbinder långhuset med koret, vilket täcks av ett kryssvalv. Korets kalkmålningar är främst från 1300-talet, men även från 1400-talet av "Passionsmästaren", som också utfört målningar i långhuset. Passionsfrisen på norra långhusmuren är målad av "Mästaren från 1520" (jämför med Alva kyrka och Lau kyrka). Kyrkan har restaurerats 1956 av arkitekt Nils Arne Rosén och 1965 av arkitekt Olle Karth.

## Inventarier
- Den åttakantiga dopfunten i sandsten tillverkades av Byzantios på 1100-talet.
- Altaret är från medeltiden och täcks av en skiva med fem inhuggna invigningskors. Altaruppsatsen är ett gotländskt arbete från 1600-talet och målades 1780 av Johan Niklas Weller.
- Triumfkrucifixet är från 1200-talet.
- Predikstolen målades 1782 av Johan Niklas Weller, men är troligen äldre än så.

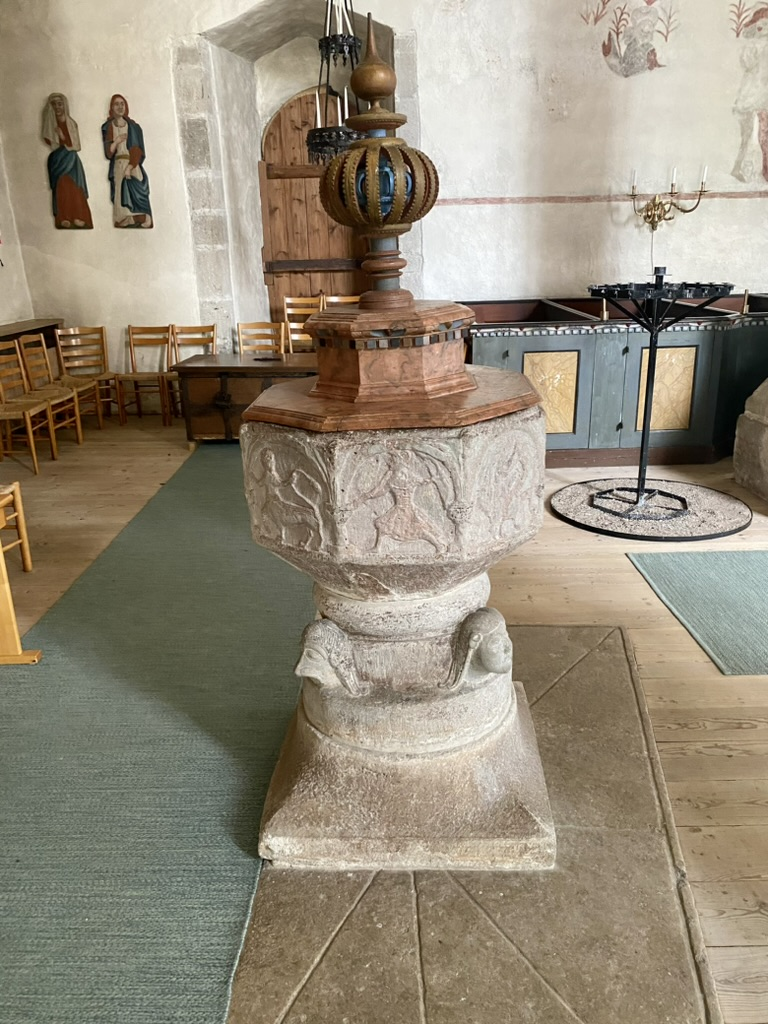
Dopfunt i Väte kyrka

- Dopfunt i Väte kyrkaLjuskrona av malm skänkt 1862 av kyrkvärden Olof Olofsson.[1]

### Orgel
- 1858 byggde Olof Niclas Lindqvist, Sanda, en orgel med 8 stämmor.

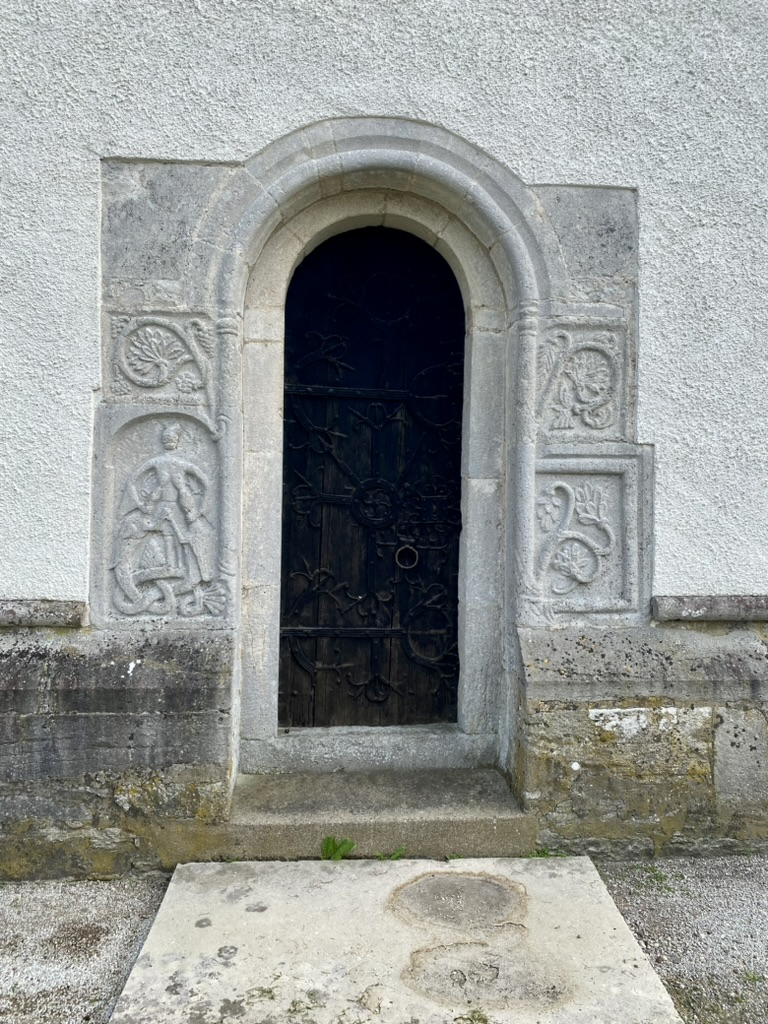
Väte kyrka, portal mot norr med reliefstenar

- Väte kyrka, portal mot norr med reliefstenarOrgeln byggdes 1955 av Werner Bosch Orgelbau.

| Huvudverk I   | Svällverk II  | Pedal       | Koppel |
| Gedakt 8’     | Rörflöjt 8’   | Subbas 16’  | I/P    |
| Principal 4’  | Salicional 8’ | Koralbas 4’ | II/P   |
| Kvinta 2 2⁄3’ | Spetsflöjt 4’ |             | II/I   |
| Mixtur 3 chor | Kvintadena 4’ |             |        |
|               | Principal 2'  |             |        |
|               | Scharf 2 chor |             |        |

## Galleri

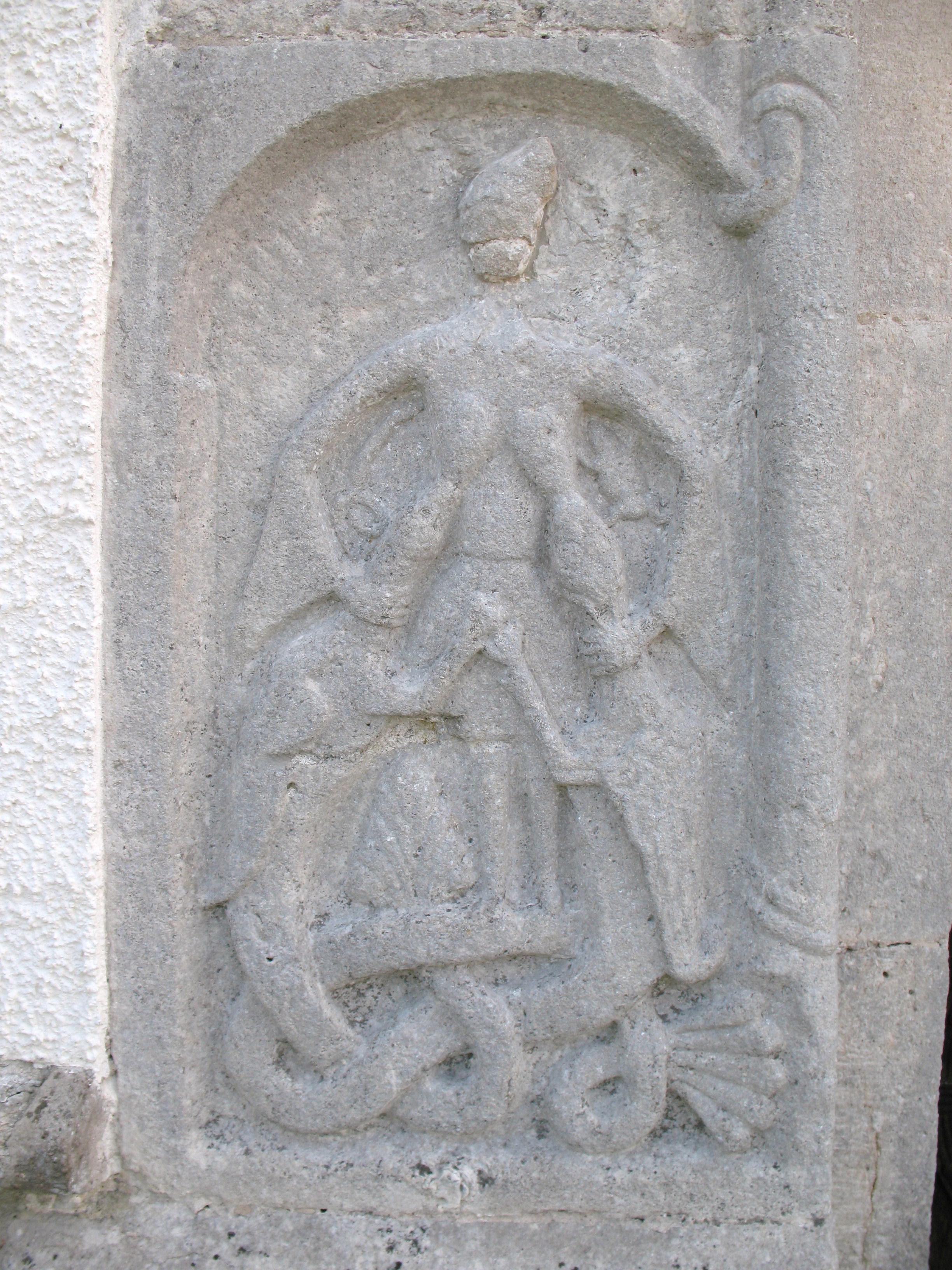
En av kyrkans reliefstenar
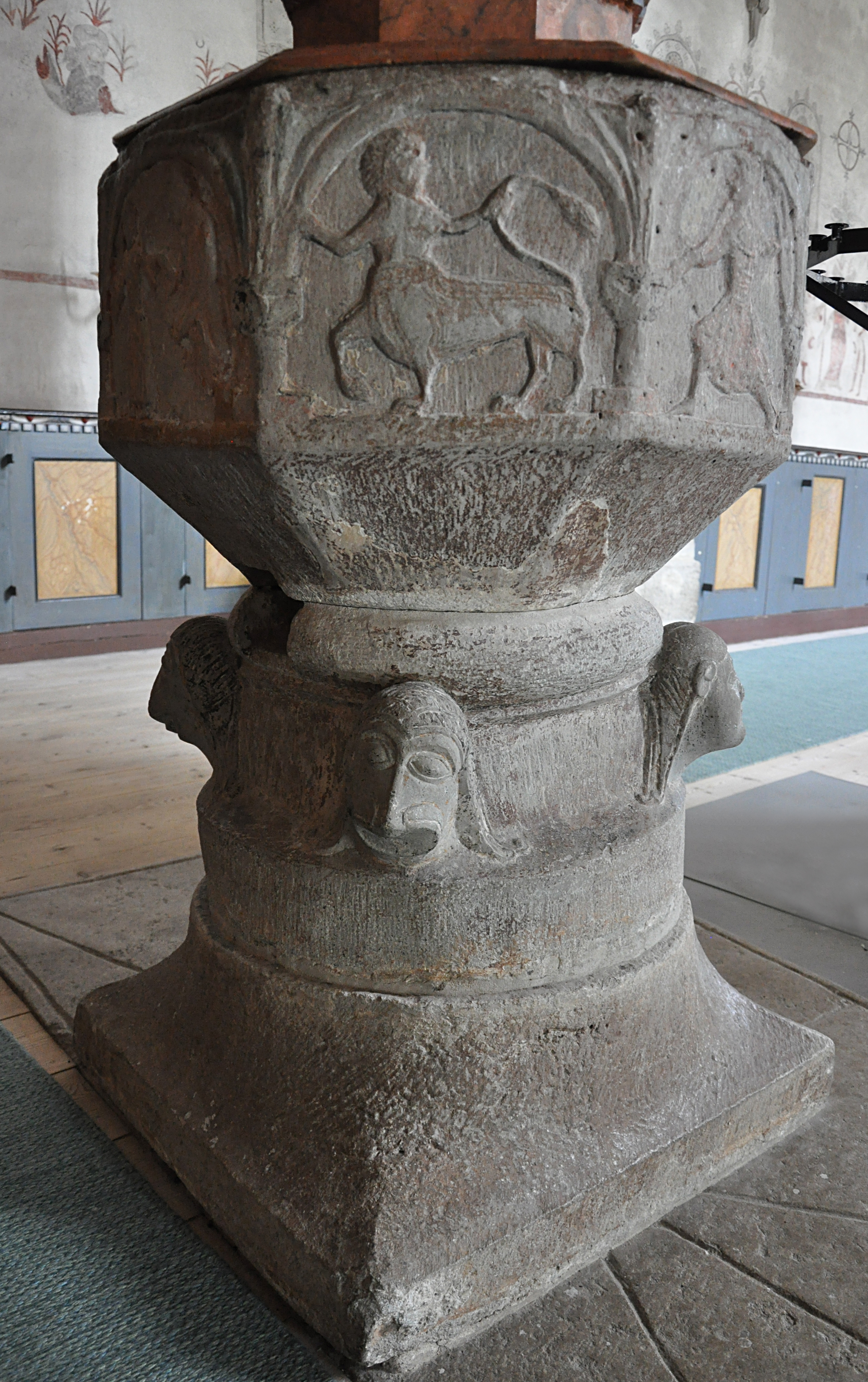
Dopfunt utförd under 1100-t  av Byzantios
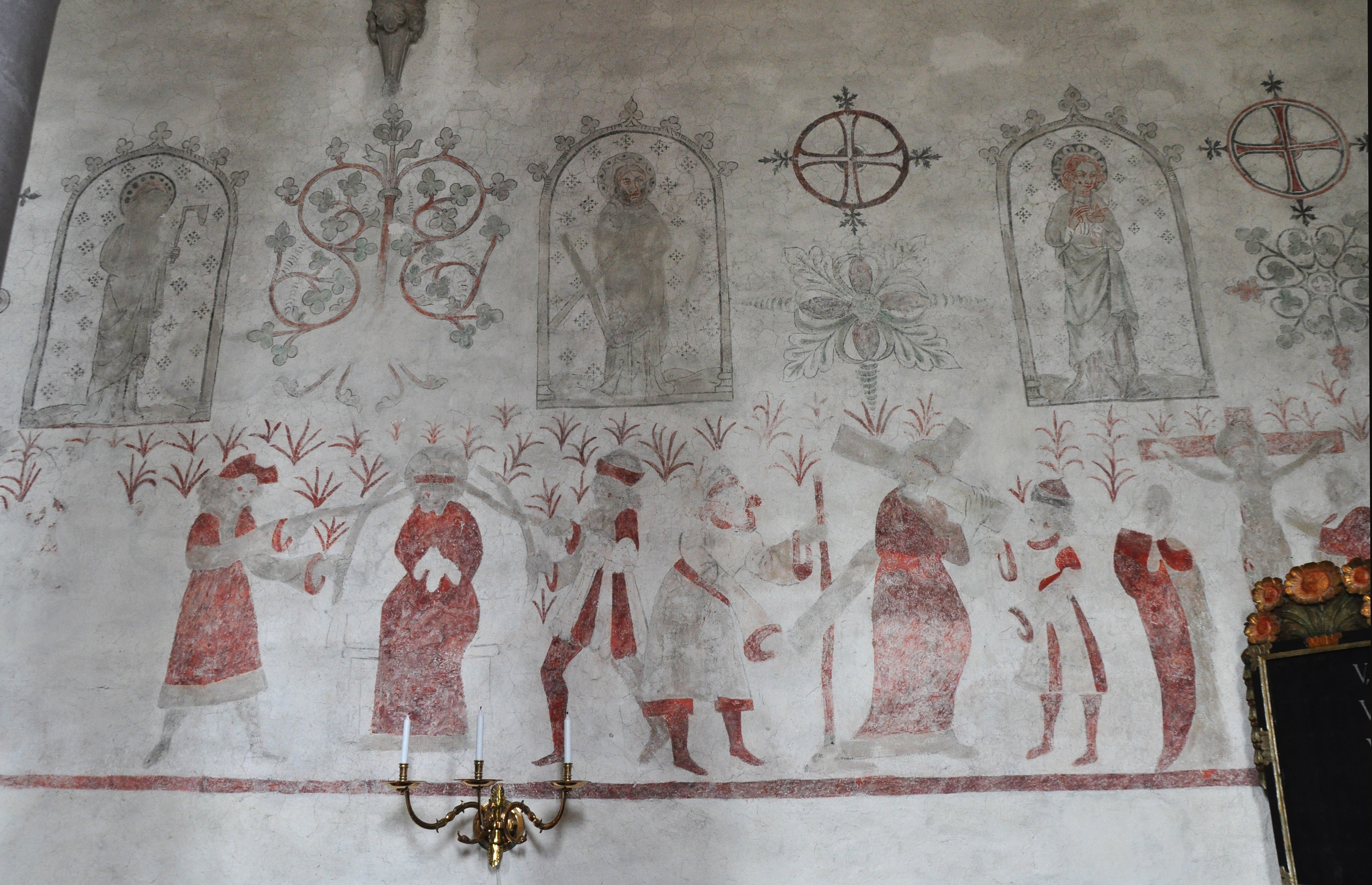
Medeltida kalkmålningar